# Троянда зморшкувата
Троянда зморшкувата (Rosa rugosa) — вид рослин родини розові (Rosaceae). Народні назви рожа, ружа. Батьківщина — Далекий Схід, Японія, Корейський п-ів, Китай. Має великі сильно зморшкуваті листки.

## Опис
Кущ до 2 м заввишки. Стебла розташовані в пучку, міцні; гілочки шерстисті; колючки щільні, жовтуваті, прямі, сильно варіюються за розміром, до 5 мм. Прилистки в основному прилягають до черешка. Листки включно з черешком 5–15 см. Листки великі, майже шкірясті, сильно зморшкуваті, перисті з 5–7(9) листочками, еліптичними або еліптично-оберненояйцюватими, 1.5–4.5 × 1–2.5 см; нижня поверхня сітчаста, щільно шерстиста, верхня — безволоса, блискуча; поля гострозубчаті; верхівка гостра або округло-тупа.
Квітки до 6–7 см в діаметрі, поодинокі або по кілька в кластері. Чашолистки 5, яйцювато-ланцетні, часто листоподібні, знизу запушені й залозисті, зверху розріджено запушені, перисто-лопатеві, верхівки хвостато-загострені. Пелюстки 5, подвійні або напів-подвійні, пурпурно-червоні, темно-рожеві або білі, оберненояйцюваті, основи клиноподібні, верхівки вищерблені. Плід темно-червоний, вдавлено-кулястий, 2–2.5 см діаметром, гладкий, зі стійкими випростаними чашолистками. 2n = 14.

## Поширення
Батьківщина — Далекий Схід, Японія, Корейський п-ів, Китай. Натуралізований: Нова Зеландія, Канада, США, Данія, Фінляндія, Ірландія, Норвегія, Швеція, Велика Британія, Австрія, Німеччина, Угорщина, Нідерланди, Румунія, Франція. Також широко культивується.
В Україні вельми поширена, дичавіє; лікарська, декоративна, харчова рослина.
З пелюсток виготовляють варення, перетирають із цукром. Також пелюстки сушать для запашного чаю.

## Галерея

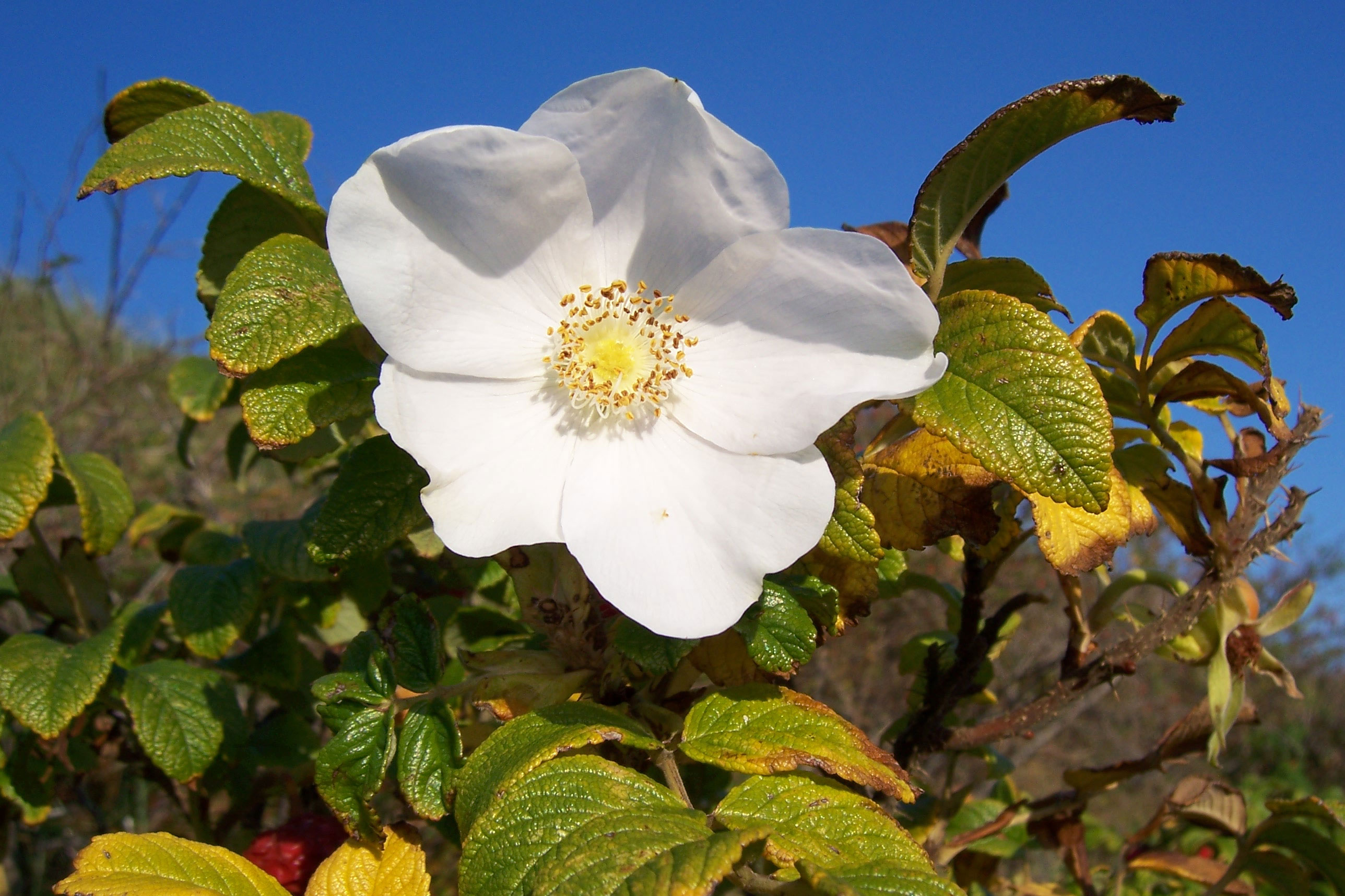
біло-квіткова форма
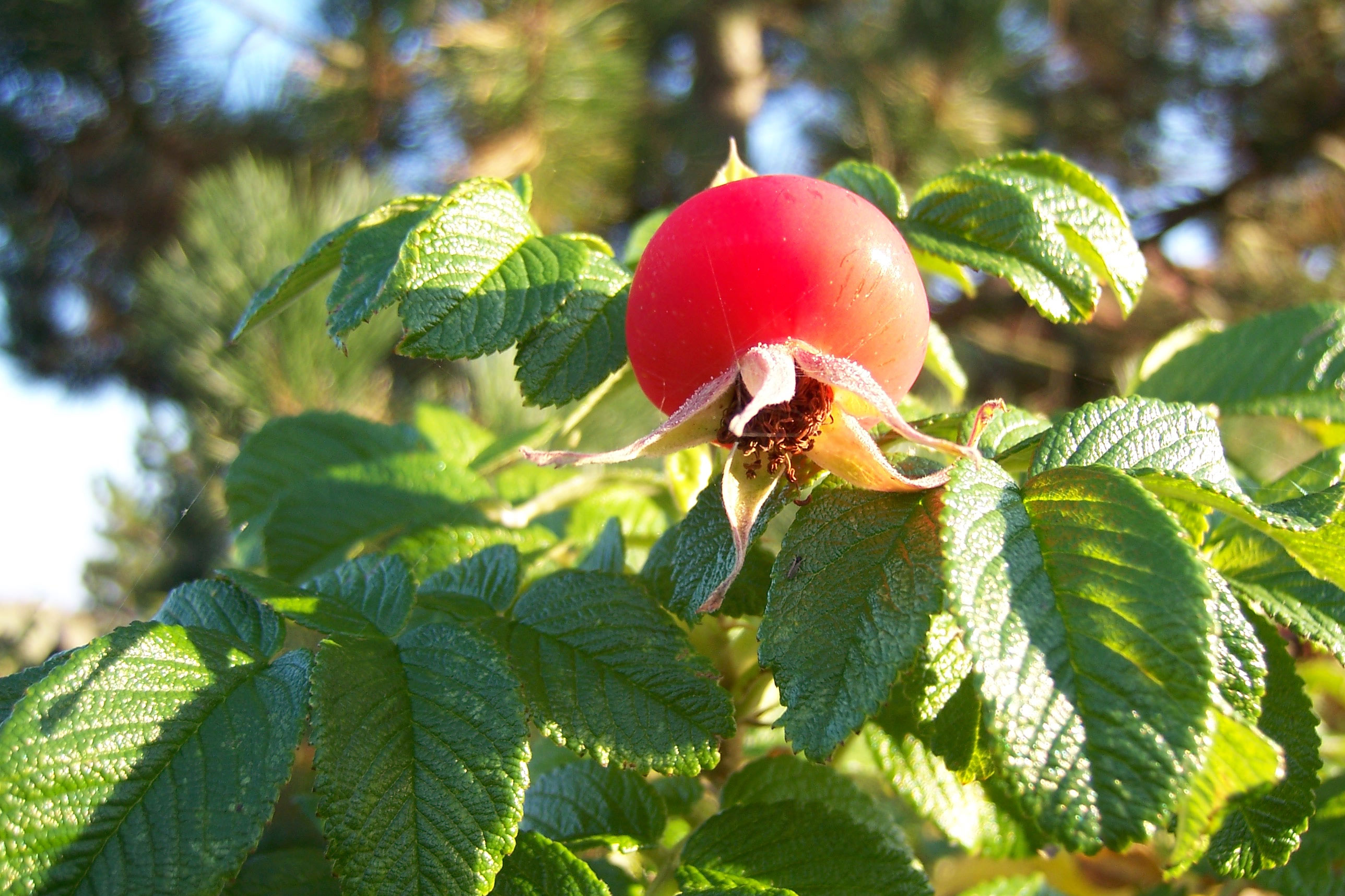
стигла шипшина
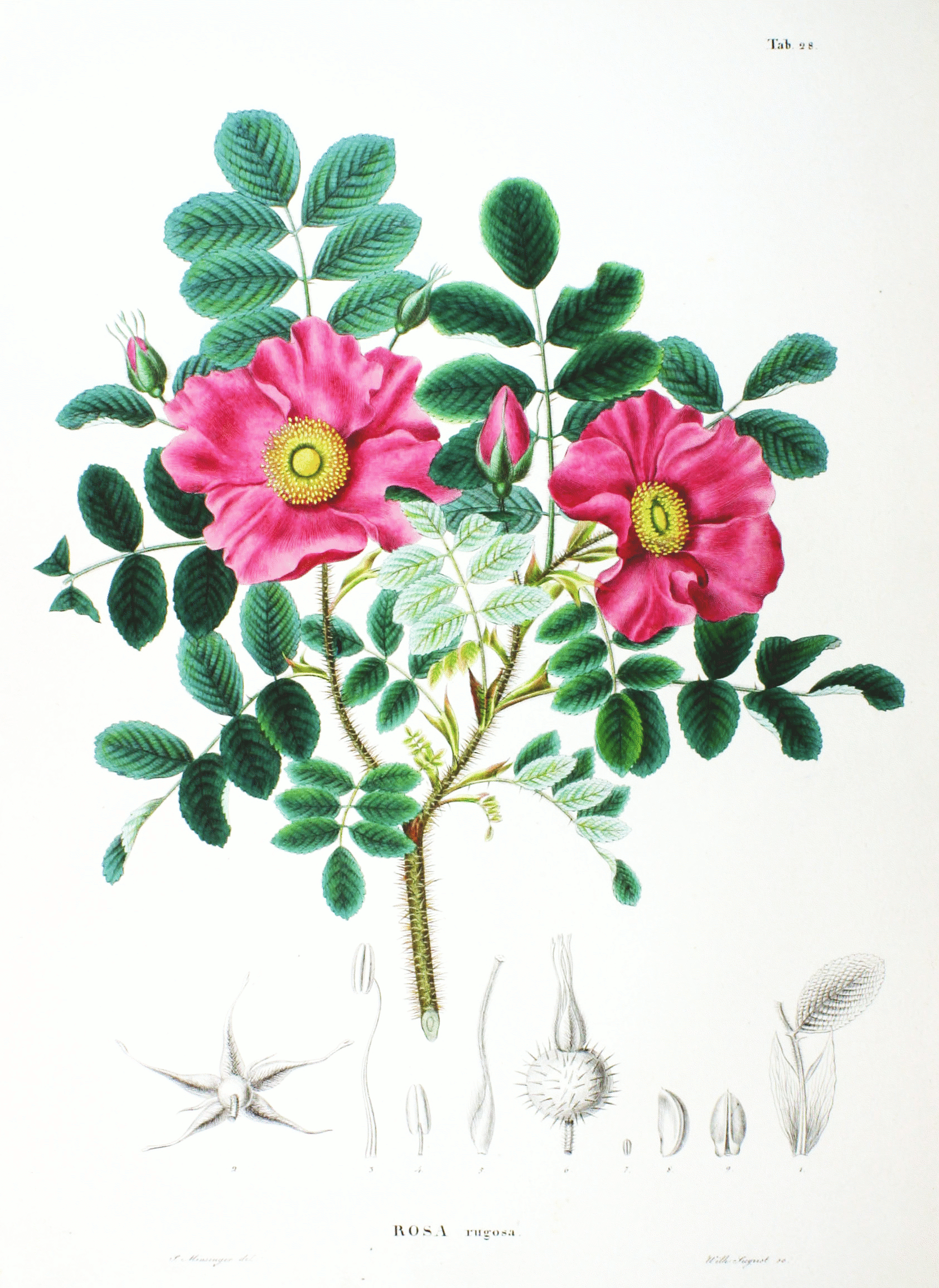
ілюстрація